# DISCOTIQUE
『DISCOTIQUE』（ディスコティック）は、日本のロック・バンド、GANGA ZUMBAが2006年11月29日にRhythmedia Tribeから発表した2枚目のミニ・アルバム。

## 内容
本作では、宮沢和史の音楽活動として久々のスカも収録している。前作『HABATAKE!』同様にサンバなど多数のジャンルを収録。RYO the SKYWALKERがゲストで参加。

## 収録曲
5以外　全作詞・作曲：宮沢和史／Luis Valle（5）
1. DISCOTIQUE
2. EIEN(feat.RYO the SKYWALKER)
3. LION
4. WONDERFUL WORLD
5. BAILA CON GANGA ZUMBA
6. SAMBA CAOS
7. HABATAKE!(Louie Vega EOL Mix)